# Eleições presidenciais de 2011 em Lisboa

## Resultados Oficiais
| Candidato               | Candidato               | Votos   | %               |
| ----------------------- | ----------------------- | ------- | --------------- |
|                         | Aníbal Cavaco Silva     | 119 310 | 50,35 / 100,00  |
|                         | Manuel Alegre           | 52 331  | 22,08 / 100,00  |
|                         | Fernando Nobre          | 36 339  | 15,33 / 100,00  |
|                         | Francisco Lopes         | 17 455  | 7,37 / 100,00   |
|                         | José Manuel Coelho      | 7 520   | 3,17 / 100,00   |
|                         | Defensor Moura          | 4 019   | 1,70 / 100,00   |
| Votos Inválidos         | Votos Inválidos         | 17 355  | 6,83 / 100,00   |
| Total                   | Total                   | 254 329 | 100,00 / 100,00 |
| Eleitorado/Participação | Eleitorado/Participação | 515 626 | 49,32 / 100,00  |

## Resultados por Freguesia
Os resultados dos candidatos por freguesia foram os seguintes:
| Freguesia                    | %     | %     | %     | %     | %    | %    | Votantes |
| Freguesia                    | ACS   | MA    | FN    | FL    | JMC  | DM   | Votantes |
| ---------------------------- | ----- | ----- | ----- | ----- | ---- | ---- | -------- |
| Ajuda                        | 41,70 | 25,94 | 14,81 | 13,02 | 3,14 | 1,39 | 7 012    |
| Alcântara                    | 46,80 | 23,75 | 14,84 | 10,10 | 3,09 | 1,41 | 6 674    |
| Alto do Pina                 | 56,55 | 17,95 | 15,27 | 5,36  | 3,15 | 1,71 | 4 751    |
| Alvalade                     | 59,02 | 17,28 | 14,46 | 4,59  | 3,04 | 1,61 | 5 152    |
| Ameixoeira                   | 44,35 | 23,92 | 17,48 | 8,67  | 4,06 | 1,52 | 4 725    |
| Anjos                        | 51,51 | 22,05 | 14,81 | 7,14  | 2,80 | 1,69 | 4 215    |
| Beato                        | 44,96 | 25,12 | 15,37 | 10,64 | 2,82 | 1,10 | 5 701    |
| Benfica                      | 49,62 | 23,61 | 15,13 | 7,33  | 2,66 | 1,66 | 18 068   |
| Campo Grande                 | 52,10 | 20,72 | 15,45 | 6,63  | 3,50 | 1,60 | 5 136    |
| Campolide                    | 48,81 | 23,97 | 15,18 | 6,94  | 3,51 | 1,58 | 6 701    |
| Carnide                      | 47,24 | 22,36 | 16,71 | 7,63  | 4,29 | 1,77 | 8 556    |
| Castelo                      | 33,33 | 33,85 | 12,50 | 13,02 | 3,65 | 3,65 | 210      |
| Charneca                     | 49,93 | 21,80 | 13,74 | 9,18  | 3,47 | 1,88 | 2 919    |
| Coração de Jesus             | 50,13 | 21,53 | 17,45 | 6,45  | 2,84 | 1,60 | 2 087    |
| Encarnação                   | 48,90 | 23,55 | 15,16 | 7,50  | 3,18 | 1,71 | 1 333    |
| Graça                        | 47,84 | 25,58 | 13,54 | 8,57  | 2,98 | 1,49 | 2 784    |
| Lapa                         | 63,47 | 16,55 | 11,21 | 4,38  | 2,35 | 2,03 | 4 698    |
| Lumiar                       | 52,06 | 20,14 | 17,23 | 5,01  | 3,67 | 1,89 | 18 287   |
| Madalena                     | 40,10 | 25,89 | 17,26 | 10,66 | 5,08 | 1,02 | 219      |
| Mártires                     | 45,11 | 16,85 | 19,57 | 10,87 | 4,89 | 2,72 | 198      |
| Marvila                      | 41,11 | 27,25 | 14,81 | 11,15 | 3,99 | 1,68 | 14 945   |
| Mercês                       | 43,44 | 26,83 | 15,06 | 9,15  | 3,00 | 2,52 | 2 251    |
| Nossa Senhora de Fátima      | 56,93 | 19,29 | 13,86 | 5,04  | 2,89 | 1,99 | 8 360    |
| Pena                         | 49,51 | 23,72 | 13,72 | 7,35  | 3,83 | 1,86 | 2 064    |
| Penha de França              | 47,90 | 25,16 | 14,95 | 7,00  | 3,08 | 1,90 | 5 920    |
| Prazeres                     | 54,06 | 21,16 | 12,76 | 8,00  | 2,33 | 1,69 | 3 019    |
| Sacramento                   | 39,16 | 27,42 | 18,80 | 9,92  | 3,39 | 1,31 | 415      |
| Santa Catarina               | 45,08 | 25,57 | 16,02 | 7,40  | 3,73 | 2,20 | 1 758    |
| Santa Engrácia               | 46,21 | 26,09 | 14,51 | 8,35  | 3,33 | 1,51 | 2 341    |
| Santa Isabel                 | 56,25 | 19,86 | 13,39 | 6,03  | 2,83 | 1,63 | 3 429    |
| Santa Justa                  | 51,22 | 22,76 | 15,04 | 6,91  | 2,44 | 1,63 | 259      |
| Santa Maria de Belém         | 55,12 | 19,60 | 15,07 | 5,95  | 2,68 | 1,57 | 4 269    |
| Santa Maria dos Olivais      | 45,40 | 24,08 | 17,26 | 8,17  | 3,51 | 1,58 | 22 568   |
| Santiago                     | 45,71 | 23,14 | 17,43 | 9,43  | 1,71 | 2,57 | 368      |
| Santo Condestável            | 50,42 | 22,22 | 15,00 | 8,02  | 2,82 | 1,52 | 7 904    |
| Santo Estêvão                | 40,32 | 23,83 | 13,06 | 17,41 | 3,21 | 2,18 | 930      |
| Santos-o-Velho               | 51,35 | 20,09 | 14,28 | 10,02 | 2,71 | 1,55 | 1 891    |
| São Cristóvão e São Lourenço | 51,65 | 21,91 | 15,65 | 7,65  | 1,91 | 1,22 | 616      |
| São Domingos de Benfica      | 54,22 | 19,57 | 15,64 | 5,57  | 3,25 | 1,74 | 16 021   |
| São Francisco Xavier         | 60,91 | 16,43 | 15,00 | 3,84  | 2,21 | 1,61 | 4 300    |
| São João                     | 47,04 | 24,53 | 15,44 | 8,42  | 2,77 | 1,80 | 6 743    |
| São João de Brito            | 59,32 | 16,83 | 15,01 | 4,66  | 2,52 | 1,66 | 6 616    |
| São João de Deus             | 59,30 | 16,40 | 15,72 | 4,06  | 2,75 | 1,77 | 6 045    |
| São Jorge de Arroios         | 53,12 | 20,07 | 15,55 | 6,51  | 2,89 | 1,87 | 8 320    |
| São José                     | 46,11 | 23,25 | 17,09 | 8,62  | 3,00 | 1,92 | 1 393    |
| São Mamede                   | 57,96 | 19,82 | 12,26 | 5,17  | 2,93 | 1,85 | 2 810    |
| São Miguel                   | 39,03 | 29,94 | 10,82 | 15,67 | 2,98 | 1,57 | 680      |
| São Nicolau                  | 46,57 | 21,17 | 19,15 | 6,45  | 4,44 | 2,22 | 535      |
| São Paulo                    | 42,94 | 29,09 | 13,59 | 9,52  | 2,94 | 1,90 | 1 232    |
| São Sebastião da Pedreira    | 60,21 | 16,94 | 14,88 | 3,57  | 2,70 | 1,70 | 3 696    |
| São Vicente de Fora          | 44,63 | 25,23 | 13,15 | 12,72 | 3,06 | 1,21 | 1 501    |
| Sé                           | 45,66 | 21,07 | 15,70 | 10,12 | 5,17 | 2,27 | 521      |
| Socorro                      | 48,34 | 24,89 | 13,03 | 9,70  | 2,52 | 1,53 | 1 183    |
| Lisboa                       | 50,35 | 22,08 | 15,33 | 7,37  | 3,17 | 1,70 | 254 329  |

### Ajuda
| Candidato               | Candidato               | Votos  | %               |
| ----------------------- | ----------------------- | ------ | --------------- |
|                         | Aníbal Cavaco Silva     | 2 760  | 41,70 / 100,00  |
|                         | Manuel Alegre           | 1 717  | 25,94 / 100,00  |
|                         | Fernando Nobre          | 980    | 14,81 / 100,00  |
|                         | Francisco Lopes         | 862    | 13,02 / 100,00  |
|                         | José Manuel Coelho      | 208    | 3,14 / 100,00   |
|                         | Defensor Moura          | 92     | 1,39 / 100,00   |
| Votos Inválidos         | Votos Inválidos         | 393    | 5,61 / 100,00   |
| Total                   | Total                   | 7 012  | 100,00 / 100,00 |
| Eleitorado/Participação | Eleitorado/Participação | 15 398 | 45,54 / 100,00  |

### Alcântara
| Candidato               | Candidato               | Votos  | %               |
| ----------------------- | ----------------------- | ------ | --------------- |
|                         | Aníbal Cavaco Silva     | 2 920  | 46,80 / 100,00  |
|                         | Manuel Alegre           | 1 482  | 23,75 / 100,00  |
|                         | Fernando Nobre          | 926    | 14,84 / 100,00  |
|                         | Francisco Lopes         | 630    | 10,10 / 100,00  |
|                         | José Manuel Coelho      | 193    | 3,09 / 100,00   |
|                         | Defensor Moura          | 88     | 1,41 / 100,00   |
| Votos Inválidos         | Votos Inválidos         | 435    | 6,52 / 100,00   |
| Total                   | Total                   | 6 674  | 100,00 / 100,00 |
| Eleitorado/Participação | Eleitorado/Participação | 13 510 | 49,40 / 100,00  |

### Alto do Pina
| Candidato               | Candidato               | Votos  | %               |
| ----------------------- | ----------------------- | ------ | --------------- |
|                         | Aníbal Cavaco Silva     | 2 511  | 56,55 / 100,00  |
|                         | Manuel Alegre           | 797    | 17,95 / 100,00  |
|                         | Fernando Nobre          | 678    | 15,27 / 100,00  |
|                         | Francisco Lopes         | 238    | 5,36 / 100,00   |
|                         | José Manuel Coelho      | 140    | 3,15 / 100,00   |
|                         | Defensor Moura          | 76     | 1,71 / 100,00   |
| Votos Inválidos         | Votos Inválidos         | 311    | 6,55 / 100,00   |
| Total                   | Total                   | 4 751  | 100,00 / 100,00 |
| Eleitorado/Participação | Eleitorado/Participação | 10 096 | 47,06 / 100,00  |

### Alvalade
| Candidato               | Candidato               | Votos | %               |
| ----------------------- | ----------------------- | ----- | --------------- |
|                         | Aníbal Cavaco Silva     | 2 817 | 59,02 / 100,00  |
|                         | Manuel Alegre           | 825   | 17,28 / 100,00  |
|                         | Fernando Nobre          | 690   | 14,46 / 100,00  |
|                         | Francisco Lopes         | 219   | 4,59 / 100,00   |
|                         | José Manuel Coelho      | 145   | 3,04 / 100,00   |
|                         | Defensor Moura          | 77    | 1,61 / 100,00   |
| Votos Inválidos         | Votos Inválidos         | 379   | 7,35 / 100,00   |
| Total                   | Total                   | 5 152 | 100,00 / 100,00 |
| Eleitorado/Participação | Eleitorado/Participação | 8 951 | 57,56 / 100,00  |

### Ameixoeira
| Candidato               | Candidato               | Votos  | %               |
| ----------------------- | ----------------------- | ------ | --------------- |
|                         | Aníbal Cavaco Silva     | 1 954  | 44,35 / 100,00  |
|                         | Manuel Alegre           | 1 054  | 23,92 / 100,00  |
|                         | Fernando Nobre          | 770    | 17,48 / 100,00  |
|                         | Francisco Lopes         | 382    | 8,67 / 100,00   |
|                         | José Manuel Coelho      | 179    | 4,06 / 100,00   |
|                         | Defensor Moura          | 67     | 1,52 / 100,00   |
| Votos Inválidos         | Votos Inválidos         | 319    | 6,75 / 100,00   |
| Total                   | Total                   | 4 725  | 100,00 / 100,00 |
| Eleitorado/Participação | Eleitorado/Participação | 10 366 | 45,58 / 100,00  |

### Anjos
| Candidato               | Candidato               | Votos | %               |
| ----------------------- | ----------------------- | ----- | --------------- |
|                         | Aníbal Cavaco Silva     | 2 042 | 51,51 / 100,00  |
|                         | Manuel Alegre           | 874   | 22,05 / 100,00  |
|                         | Fernando Nobre          | 587   | 14,81 / 100,00  |
|                         | Francisco Lopes         | 283   | 7,14 / 100,00   |
|                         | José Manuel Coelho      | 111   | 2,80 / 100,00   |
|                         | Defensor Moura          | 67    | 1,69 / 100,00   |
| Votos Inválidos         | Votos Inválidos         | 251   | 5,96 / 100,00   |
| Total                   | Total                   | 4 215 | 100,00 / 100,00 |
| Eleitorado/Participação | Eleitorado/Participação | 8 898 | 47,37 / 100,00  |

### Beato
| Candidato               | Candidato               | Votos  | %               |
| ----------------------- | ----------------------- | ------ | --------------- |
|                         | Aníbal Cavaco Silva     | 2 422  | 44,96 / 100,00  |
|                         | Manuel Alegre           | 1 353  | 25,12 / 100,00  |
|                         | Fernando Nobre          | 828    | 15,37 / 100,00  |
|                         | Francisco Lopes         | 573    | 10,64 / 100,00  |
|                         | José Manuel Coelho      | 152    | 2,82 / 100,00   |
|                         | Defensor Moura          | 59     | 1,10 / 100,00   |
| Votos Inválidos         | Votos Inválidos         | 314    | 5,51 / 100,00   |
| Total                   | Total                   | 5 701  | 100,00 / 100,00 |
| Eleitorado/Participação | Eleitorado/Participação | 12 038 | 47,36 / 100,00  |

### Benfica
| Candidato               | Candidato               | Votos  | %               |
| ----------------------- | ----------------------- | ------ | --------------- |
|                         | Aníbal Cavaco Silva     | 8 414  | 49,62 / 100,00  |
|                         | Manuel Alegre           | 4 003  | 23,61 / 100,00  |
|                         | Fernando Nobre          | 2 565  | 15,13 / 100,00  |
|                         | Francisco Lopes         | 1 243  | 7,33 / 100,00   |
|                         | José Manuel Coelho      | 451    | 2,66 / 100,00   |
|                         | Defensor Moura          | 282    | 1,66 / 100,00   |
| Votos Inválidos         | Votos Inválidos         | 1 110  | 6,14 / 100,00   |
| Total                   | Total                   | 18 068 | 100,00 / 100,00 |
| Eleitorado/Participação | Eleitorado/Participação | 36 315 | 49,75 / 100,00  |

### Campo Grande
| Candidato               | Candidato               | Votos | %               |
| ----------------------- | ----------------------- | ----- | --------------- |
|                         | Aníbal Cavaco Silva     | 2 469 | 52,10 / 100,00  |
|                         | Manuel Alegre           | 982   | 20,72 / 100,00  |
|                         | Fernando Nobre          | 732   | 15,45 / 100,00  |
|                         | Francisco Lopes         | 314   | 6,63 / 100,00   |
|                         | José Manuel Coelho      | 166   | 3,50 / 100,00   |
|                         | Defensor Moura          | 76    | 1,60 / 100,00   |
| Votos Inválidos         | Votos Inválidos         | 397   | 7,73 / 100,00   |
| Total                   | Total                   | 5 136 | 100,00 / 100,00 |
| Eleitorado/Participação | Eleitorado/Participação | 9 886 | 51,95 / 100,00  |

### Campolide
| Candidato               | Candidato               | Votos  | %               |
| ----------------------- | ----------------------- | ------ | --------------- |
|                         | Aníbal Cavaco Silva     | 3 058  | 48,81 / 100,00  |
|                         | Manuel Alegre           | 1 502  | 23,97 / 100,00  |
|                         | Fernando Nobre          | 951    | 15,18 / 100,00  |
|                         | Francisco Lopes         | 435    | 6,94 / 100,00   |
|                         | José Manuel Coelho      | 220    | 3,51 / 100,00   |
|                         | Defensor Moura          | 99     | 1,58 / 100,00   |
| Votos Inválidos         | Votos Inválidos         | 436    | 6,51 / 100,00   |
| Total                   | Total                   | 6 701  | 100,00 / 100,00 |
| Eleitorado/Participação | Eleitorado/Participação | 14 192 | 47,22 / 100,00  |

### Carnide
| Candidato               | Candidato               | Votos  | %               |
| ----------------------- | ----------------------- | ------ | --------------- |
|                         | Aníbal Cavaco Silva     | 3 737  | 47,24 / 100,00  |
|                         | Manuel Alegre           | 1 769  | 22,36 / 100,00  |
|                         | Fernando Nobre          | 1 322  | 16,71 / 100,00  |
|                         | Francisco Lopes         | 604    | 7,63 / 100,00   |
|                         | José Manuel Coelho      | 339    | 4,29 / 100,00   |
|                         | Defensor Moura          | 140    | 1,77 / 100,00   |
| Votos Inválidos         | Votos Inválidos         | 645    | 7,54 / 100,00   |
| Total                   | Total                   | 8 556  | 100,00 / 100,00 |
| Eleitorado/Participação | Eleitorado/Participação | 16 165 | 52,93 / 100,00  |

### Castelo
| Candidato               | Candidato               | Votos | %               |
| ----------------------- | ----------------------- | ----- | --------------- |
|                         | Manuel Alegre           | 65    | 33,85 / 100,00  |
|                         | Aníbal Cavaco Silva     | 64    | 33,33 / 100,00  |
|                         | Francisco Lopes         | 25    | 13,02 / 100,00  |
|                         | Fernando Nobre          | 24    | 12,50 / 100,00  |
|                         | José Manuel Coelho      | 7     | 3,65 / 100,00   |
|                         | Defensor Moura          | 7     | 3,65 / 100,00   |
| Votos Inválidos         | Votos Inválidos         | 18    | 8,57 / 100,00   |
| Total                   | Total                   | 210   | 100,00 / 100,00 |
| Eleitorado/Participação | Eleitorado/Participação | 425   | 49,41 / 100,00  |

### Charneca
| Candidato               | Candidato               | Votos | %               |
| ----------------------- | ----------------------- | ----- | --------------- |
|                         | Aníbal Cavaco Silva     | 1 381 | 49,93 / 100,00  |
|                         | Manuel Alegre           | 603   | 21,80 / 100,00  |
|                         | Fernando Nobre          | 389   | 13,74 / 100,00  |
|                         | Francisco Lopes         | 254   | 9,18 / 100,00   |
|                         | José Manuel Coelho      | 96    | 3,47 / 100,00   |
|                         | Defensor Moura          | 52    | 1,88 / 100,00   |
| Votos Inválidos         | Votos Inválidos         | 153   | 5,24 / 100,00   |
| Total                   | Total                   | 2 919 | 100,00 / 100,00 |
| Eleitorado/Participação | Eleitorado/Participação | 7 490 | 38,97 / 100,00  |

### Coração de Jesus
| Candidato               | Candidato               | Votos | %               |
| ----------------------- | ----------------------- | ----- | --------------- |
|                         | Aníbal Cavaco Silva     | 971   | 50,13 / 100,00  |
|                         | Manuel Alegre           | 417   | 21,53 / 100,00  |
|                         | Fernando Nobre          | 338   | 17,45 / 100,00  |
|                         | Francisco Lopes         | 125   | 6,45 / 100,00   |
|                         | José Manuel Coelho      | 55    | 2,84 / 100,00   |
|                         | Defensor Moura          | 31    | 1,60 / 100,00   |
| Votos Inválidos         | Votos Inválidos         | 150   | 7,18 / 100,00   |
| Total                   | Total                   | 2 087 | 100,00 / 100,00 |
| Eleitorado/Participação | Eleitorado/Participação | 4 339 | 48,10 / 100,00  |

### Encarnação
| Candidato               | Candidato               | Votos | %               |
| ----------------------- | ----------------------- | ----- | --------------- |
|                         | Aníbal Cavaco Silva     | 600   | 48,90 / 100,00  |
|                         | Manuel Alegre           | 289   | 23,55 / 100,00  |
|                         | Fernando Nobre          | 186   | 15,16 / 100,00  |
|                         | Francisco Lopes         | 92    | 7,50 / 100,00   |
|                         | José Manuel Coelho      | 39    | 3,18 / 100,00   |
|                         | Defensor Moura          | 21    | 1,71 / 100,00   |
| Votos Inválidos         | Votos Inválidos         | 106   | 7,95 / 100,00   |
| Total                   | Total                   | 1 333 | 100,00 / 100,00 |
| Eleitorado/Participação | Eleitorado/Participação | 2 984 | 44,67 / 100,00  |

### Graça
| Candidato               | Candidato               | Votos | %               |
| ----------------------- | ----------------------- | ----- | --------------- |
|                         | Aníbal Cavaco Silva     | 1 251 | 47,84 / 100,00  |
|                         | Manuel Alegre           | 669   | 25,58 / 100,00  |
|                         | Fernando Nobre          | 354   | 13,54 / 100,00  |
|                         | Francisco Lopes         | 224   | 8,57 / 100,00   |
|                         | José Manuel Coelho      | 78    | 2,98 / 100,00   |
|                         | Defensor Moura          | 39    | 1,49 / 100,00   |
| Votos Inválidos         | Votos Inválidos         | 169   | 6,07 / 100,00   |
| Total                   | Total                   | 2 784 | 100,00 / 100,00 |
| Eleitorado/Participação | Eleitorado/Participação | 5 609 | 49,63 / 100,00  |

### Lapa
| Candidato               | Candidato               | Votos | %               |
| ----------------------- | ----------------------- | ----- | --------------- |
|                         | Aníbal Cavaco Silva     | 2 723 | 63,47 / 100,00  |
|                         | Manuel Alegre           | 710   | 16,55 / 100,00  |
|                         | Fernando Nobre          | 481   | 11,21 / 100,00  |
|                         | Francisco Lopes         | 188   | 4,38 / 100,00   |
|                         | José Manuel Coelho      | 101   | 2,35 / 100,00   |
|                         | Defensor Moura          | 87    | 2,03 / 100,00   |
| Votos Inválidos         | Votos Inválidos         | 408   | 8,68 / 100,00   |
| Total                   | Total                   | 4 698 | 100,00 / 100,00 |
| Eleitorado/Participação | Eleitorado/Participação | 8 514 | 55,18 / 100,00  |

### Lumiar
| Candidato               | Candidato               | Votos  | %               |
| ----------------------- | ----------------------- | ------ | --------------- |
|                         | Aníbal Cavaco Silva     | 8 776  | 52,06 / 100,00  |
|                         | Manuel Alegre           | 3 395  | 20,14 / 100,00  |
|                         | Fernando Nobre          | 2 904  | 17,23 / 100,00  |
|                         | Francisco Lopes         | 845    | 5,01 / 100,00   |
|                         | José Manuel Coelho      | 619    | 3,67 / 100,00   |
|                         | Defensor Moura          | 318    | 1,89 / 100,00   |
| Votos Inválidos         | Votos Inválidos         | 1 430  | 7,82 / 100,00   |
| Total                   | Total                   | 18 287 | 100,00 / 100,00 |
| Eleitorado/Participação | Eleitorado/Participação | 35 291 | 51,82 / 100,00  |

### Madalena
| Candidato               | Candidato               | Votos | %               |
| ----------------------- | ----------------------- | ----- | --------------- |
|                         | Aníbal Cavaco Silva     | 79    | 40,10 / 100,00  |
|                         | Manuel Alegre           | 51    | 25,89 / 100,00  |
|                         | Fernando Nobre          | 34    | 17,26 / 100,00  |
|                         | Francisco Lopes         | 21    | 10,66 / 100,00  |
|                         | José Manuel Coelho      | 10    | 5,08 / 100,00   |
|                         | Defensor Moura          | 2     | 1,02 / 100,00   |
| Votos Inválidos         | Votos Inválidos         | 22    | 10,05 / 100,00  |
| Total                   | Total                   | 219   | 100,00 / 100,00 |
| Eleitorado/Participação | Eleitorado/Participação | 446   | 49,10 / 100,00  |

### Mártires
| Candidato               | Candidato               | Votos | %               |
| ----------------------- | ----------------------- | ----- | --------------- |
|                         | Aníbal Cavaco Silva     | 83    | 45,11 / 100,00  |
|                         | Fernando Nobre          | 36    | 19,57 / 100,00  |
|                         | Manuel Alegre           | 31    | 16,85 / 100,00  |
|                         | Francisco Lopes         | 20    | 10,87 / 100,00  |
|                         | José Manuel Coelho      | 9     | 4,89 / 100,00   |
|                         | Defensor Moura          | 5     | 2,72 / 100,00   |
| Votos Inválidos         | Votos Inválidos         | 14    | 7,07 / 100,00   |
| Total                   | Total                   | 198   | 100,00 / 100,00 |
| Eleitorado/Participação | Eleitorado/Participação | 356   | 55,62 / 100,00  |

### Marvila
| Candidato               | Candidato               | Votos  | %               |
| ----------------------- | ----------------------- | ------ | --------------- |
|                         | Aníbal Cavaco Silva     | 5 759  | 41,11 / 100,00  |
|                         | Manuel Alegre           | 3 817  | 27,25 / 100,00  |
|                         | Fernando Nobre          | 2 075  | 14,81 / 100,00  |
|                         | Francisco Lopes         | 1 562  | 11,15 / 100,00  |
|                         | José Manuel Coelho      | 559    | 3,99 / 100,00   |
|                         | Defensor Moura          | 236    | 1,68 / 100,00   |
| Votos Inválidos         | Votos Inválidos         | 937    | 6,27 / 100,00   |
| Total                   | Total                   | 14 945 | 100,00 / 100,00 |
| Eleitorado/Participação | Eleitorado/Participação | 36 614 | 40,82 / 100,00  |

### Mercês
| Candidato               | Candidato               | Votos | %               |
| ----------------------- | ----------------------- | ----- | --------------- |
|                         | Aníbal Cavaco Silva     | 897   | 43,44 / 100,00  |
|                         | Manuel Alegre           | 554   | 26,83 / 100,00  |
|                         | Fernando Nobre          | 311   | 15,06 / 100,00  |
|                         | Francisco Lopes         | 189   | 9,15 / 100,00   |
|                         | José Manuel Coelho      | 62    | 3,00 / 100,00   |
|                         | Defensor Moura          | 52    | 2,52 / 100,00   |
| Votos Inválidos         | Votos Inválidos         | 186   | 8,27 / 100,00   |
| Total                   | Total                   | 2 251 | 100,00 / 100,00 |
| Eleitorado/Participação | Eleitorado/Participação | 4 535 | 49,64 / 100,00  |

### Nossa Senhora de Fátima
| Candidato               | Candidato               | Votos  | %               |
| ----------------------- | ----------------------- | ------ | --------------- |
|                         | Aníbal Cavaco Silva     | 4 395  | 56,93 / 100,00  |
|                         | Manuel Alegre           | 1 489  | 19,29 / 100,00  |
|                         | Fernando Nobre          | 1 070  | 13,86 / 100,00  |
|                         | Francisco Lopes         | 389    | 5,04 / 100,00   |
|                         | José Manuel Coelho      | 223    | 2,89 / 100,00   |
|                         | Defensor Moura          | 154    | 1,99 / 100,00   |
| Votos Inválidos         | Votos Inválidos         | 640    | 7,66 / 100,00   |
| Total                   | Total                   | 8 360  | 100,00 / 100,00 |
| Eleitorado/Participação | Eleitorado/Participação | 15 387 | 54,33 / 100,00  |

### Pena
| Candidato               | Candidato               | Votos | %               |
| ----------------------- | ----------------------- | ----- | --------------- |
|                         | Aníbal Cavaco Silva     | 956   | 49,51 / 100,00  |
|                         | Manuel Alegre           | 458   | 23,72 / 100,00  |
|                         | Fernando Nobre          | 265   | 13,72 / 100,00  |
|                         | Francisco Lopes         | 142   | 7,35 / 100,00   |
|                         | José Manuel Coelho      | 74    | 3,83 / 100,00   |
|                         | Defensor Moura          | 36    | 1,86 / 100,00   |
| Votos Inválidos         | Votos Inválidos         | 133   | 6,44 / 100,00   |
| Total                   | Total                   | 2 064 | 100,00 / 100,00 |
| Eleitorado/Participação | Eleitorado/Participação | 4 603 | 44,84 / 100,00  |

### Penha de França
| Candidato               | Candidato               | Votos  | %               |
| ----------------------- | ----------------------- | ------ | --------------- |
|                         | Aníbal Cavaco Silva     | 2 641  | 47,90 / 100,00  |
|                         | Manuel Alegre           | 1 387  | 25,16 / 100,00  |
|                         | Fernando Nobre          | 824    | 14,95 / 100,00  |
|                         | Francisco Lopes         | 386    | 7,00 / 100,00   |
|                         | José Manuel Coelho      | 170    | 3,08 / 100,00   |
|                         | Defensor Moura          | 105    | 1,90 / 100,00   |
| Votos Inválidos         | Votos Inválidos         | 407    | 6,87 / 100,00   |
| Total                   | Total                   | 5 920  | 100,00 / 100,00 |
| Eleitorado/Participação | Eleitorado/Participação | 11 967 | 49,47 / 100,00  |

### Prazeres
| Candidato               | Candidato               | Votos | %               |
| ----------------------- | ----------------------- | ----- | --------------- |
|                         | Aníbal Cavaco Silva     | 1 533 | 54,06 / 100,00  |
|                         | Manuel Alegre           | 600   | 21,16 / 100,00  |
|                         | Fernando Nobre          | 362   | 12,76 / 100,00  |
|                         | Francisco Lopes         | 227   | 8,00 / 100,00   |
|                         | José Manuel Coelho      | 66    | 2,33 / 100,00   |
|                         | Defensor Moura          | 48    | 1,69 / 100,00   |
| Votos Inválidos         | Votos Inválidos         | 183   | 6,06 / 100,00   |
| Total                   | Total                   | 3 019 | 100,00 / 100,00 |
| Eleitorado/Participação | Eleitorado/Participação | 6 589 | 45,82 / 100,00  |

### Sacramento
| Candidato               | Candidato               | Votos | %               |
| ----------------------- | ----------------------- | ----- | --------------- |
|                         | Aníbal Cavaco Silva     | 150   | 39,16 / 100,00  |
|                         | Manuel Alegre           | 105   | 27,42 / 100,00  |
|                         | Fernando Nobre          | 72    | 18,80 / 100,00  |
|                         | Francisco Lopes         | 38    | 9,92 / 100,00   |
|                         | José Manuel Coelho      | 13    | 3,39 / 100,00   |
|                         | Defensor Moura          | 5     | 1,31 / 100,00   |
| Votos Inválidos         | Votos Inválidos         | 32    | 7,71 / 100,00   |
| Total                   | Total                   | 415   | 100,00 / 100,00 |
| Eleitorado/Participação | Eleitorado/Participação | 877   | 47,32 / 100,00  |

### Santa Catarina
| Candidato               | Candidato               | Votos | %               |
| ----------------------- | ----------------------- | ----- | --------------- |
|                         | Aníbal Cavaco Silva     | 737   | 45,08 / 100,00  |
|                         | Manuel Alegre           | 418   | 25,57 / 100,00  |
|                         | Fernando Nobre          | 262   | 16,02 / 100,00  |
|                         | Francisco Lopes         | 121   | 7,40 / 100,00   |
|                         | José Manuel Coelho      | 61    | 3,73 / 100,00   |
|                         | Defensor Moura          | 36    | 2,20 / 100,00   |
| Votos Inválidos         | Votos Inválidos         | 123   | 6,99 / 100,00   |
| Total                   | Total                   | 1 758 | 100,00 / 100,00 |
| Eleitorado/Participação | Eleitorado/Participação | 3 739 | 47,02 / 100,00  |

### Santa Engrácia
| Candidato               | Candidato               | Votos | %               |
| ----------------------- | ----------------------- | ----- | --------------- |
|                         | Aníbal Cavaco Silva     | 1 013 | 46,21 / 100,00  |
|                         | Manuel Alegre           | 572   | 26,09 / 100,00  |
|                         | Fernando Nobre          | 318   | 14,51 / 100,00  |
|                         | Francisco Lopes         | 183   | 8,35 / 100,00   |
|                         | José Manuel Coelho      | 73    | 3,33 / 100,00   |
|                         | Defensor Moura          | 33    | 1,51 / 100,00   |
| Votos Inválidos         | Votos Inválidos         | 149   | 6,36 / 100,00   |
| Total                   | Total                   | 2 341 | 100,00 / 100,00 |
| Eleitorado/Participação | Eleitorado/Participação | 4 878 | 47,99 / 100,00  |

### Santa Isabel
| Candidato               | Candidato               | Votos | %               |
| ----------------------- | ----------------------- | ----- | --------------- |
|                         | Aníbal Cavaco Silva     | 1 790 | 56,25 / 100,00  |
|                         | Manuel Alegre           | 632   | 19,86 / 100,00  |
|                         | Fernando Nobre          | 426   | 13,39 / 100,00  |
|                         | Francisco Lopes         | 192   | 6,03 / 100,00   |
|                         | José Manuel Coelho      | 90    | 2,83 / 100,00   |
|                         | Defensor Moura          | 52    | 1,63 / 100,00   |
| Votos Inválidos         | Votos Inválidos         | 247   | 7,20 / 100,00   |
| Total                   | Total                   | 3 429 | 100,00 / 100,00 |
| Eleitorado/Participação | Eleitorado/Participação | 6 632 | 51,70 / 100,00  |

### Santa Justa
| Candidato               | Candidato               | Votos | %               |
| ----------------------- | ----------------------- | ----- | --------------- |
|                         | Aníbal Cavaco Silva     | 126   | 51,22 / 100,00  |
|                         | Manuel Alegre           | 56    | 22,76 / 100,00  |
|                         | Fernando Nobre          | 37    | 15,04 / 100,00  |
|                         | Francisco Lopes         | 17    | 6,91 / 100,00   |
|                         | José Manuel Coelho      | 6     | 2,44 / 100,00   |
|                         | Defensor Moura          | 4     | 1,63 / 100,00   |
| Votos Inválidos         | Votos Inválidos         | 13    | 5,02 / 100,00   |
| Total                   | Total                   | 259   | 100,00 / 100,00 |
| Eleitorado/Participação | Eleitorado/Participação | 857   | 30,22 / 100,00  |

### Santa Maria de Belém
| Candidato               | Candidato               | Votos | %               |
| ----------------------- | ----------------------- | ----- | --------------- |
|                         | Aníbal Cavaco Silva     | 2 176 | 55,12 / 100,00  |
|                         | Manuel Alegre           | 774   | 19,60 / 100,00  |
|                         | Fernando Nobre          | 595   | 15,07 / 100,00  |
|                         | Francisco Lopes         | 235   | 5,95 / 100,00   |
|                         | José Manuel Coelho      | 106   | 2,68 / 100,00   |
|                         | Defensor Moura          | 62    | 1,57 / 100,00   |
| Votos Inválidos         | Votos Inválidos         | 321   | 7,52 / 100,00   |
| Total                   | Total                   | 4 269 | 100,00 / 100,00 |
| Eleitorado/Participação | Eleitorado/Participação | 8 475 | 50,37 / 100,00  |

### Santa Maria dos Olivais
| Candidato               | Candidato               | Votos  | %               |
| ----------------------- | ----------------------- | ------ | --------------- |
|                         | Aníbal Cavaco Silva     | 9 597  | 45,40 / 100,00  |
|                         | Manuel Alegre           | 5 091  | 24,08 / 100,00  |
|                         | Fernando Nobre          | 3 649  | 17,26 / 100,00  |
|                         | Francisco Lopes         | 1 726  | 8,17 / 100,00   |
|                         | José Manuel Coelho      | 741    | 3,51 / 100,00   |
|                         | Defensor Moura          | 334    | 1,58 / 100,00   |
| Votos Inválidos         | Votos Inválidos         | 1 430  | 6,34 / 100,00   |
| Total                   | Total                   | 22 568 | 100,00 / 100,00 |
| Eleitorado/Participação | Eleitorado/Participação | 44 601 | 50,60 / 100,00  |

### Santiago
| Candidato               | Candidato               | Votos | %               |
| ----------------------- | ----------------------- | ----- | --------------- |
|                         | Aníbal Cavaco Silva     | 160   | 45,71 / 100,00  |
|                         | Manuel Alegre           | 81    | 23,14 / 100,00  |
|                         | Fernando Nobre          | 61    | 17,43 / 100,00  |
|                         | Francisco Lopes         | 33    | 9,43 / 100,00   |
|                         | José Manuel Coelho      | 9     | 2,57 / 100,00   |
|                         | Defensor Moura          | 6     | 1,71 / 100,00   |
| Votos Inválidos         | Votos Inválidos         | 18    | 4,89 / 100,00   |
| Total                   | Total                   | 368   | 100,00 / 100,00 |
| Eleitorado/Participação | Eleitorado/Participação | 776   | 47,42 / 100,00  |

### Santo Condestável
| Candidato               | Candidato               | Votos  | %               |
| ----------------------- | ----------------------- | ------ | --------------- |
|                         | Aníbal Cavaco Silva     | 3 683  | 50,42 / 100,00  |
|                         | Manuel Alegre           | 1 623  | 22,22 / 100,00  |
|                         | Fernando Nobre          | 1 096  | 15,00 / 100,00  |
|                         | Francisco Lopes         | 586    | 8,02 / 100,00   |
|                         | José Manuel Coelho      | 206    | 2,82 / 100,00   |
|                         | Defensor Moura          | 111    | 1,52 / 100,00   |
| Votos Inválidos         | Votos Inválidos         | 599    | 7,58 / 100,00   |
| Total                   | Total                   | 7 904  | 100,00 / 100,00 |
| Eleitorado/Participação | Eleitorado/Participação | 15 648 | 50,51 / 100,00  |

### Santo Estêvão
| Candidato               | Candidato               | Votos | %               |
| ----------------------- | ----------------------- | ----- | --------------- |
|                         | Aníbal Cavaco Silva     | 352   | 40,32 / 100,00  |
|                         | Manuel Alegre           | 208   | 23,83 / 100,00  |
|                         | Francisco Lopes         | 152   | 17,41 / 100,00  |
|                         | Fernando Nobre          | 114   | 13,06 / 100,00  |
|                         | José Manuel Coelho      | 28    | 3,21 / 100,00   |
|                         | Defensor Moura          | 19    | 2,18 / 100,00   |
| Votos Inválidos         | Votos Inválidos         | 57    | 6,13 / 100,00   |
| Total                   | Total                   | 930   | 100,00 / 100,00 |
| Eleitorado/Participação | Eleitorado/Participação | 1 933 | 48,11 / 100,00  |

### Santos-o-Velho
| Candidato               | Candidato               | Votos | %               |
| ----------------------- | ----------------------- | ----- | --------------- |
|                         | Aníbal Cavaco Silva     | 892   | 51,35 / 100,00  |
|                         | Manuel Alegre           | 349   | 20,09 / 100,00  |
|                         | Fernando Nobre          | 248   | 14,28 / 100,00  |
|                         | Francisco Lopes         | 174   | 10,02 / 100,00  |
|                         | José Manuel Coelho      | 47    | 2,71 / 100,00   |
|                         | Defensor Moura          | 27    | 1,55 / 100,00   |
| Votos Inválidos         | Votos Inválidos         | 154   | 8,15 / 100,00   |
| Total                   | Total                   | 1 891 | 100,00 / 100,00 |
| Eleitorado/Participação | Eleitorado/Participação | 4 010 | 47,16 / 100,00  |

### São Cristóvão e São Lourenço
| Candidato               | Candidato               | Votos | %               |
| ----------------------- | ----------------------- | ----- | --------------- |
|                         | Aníbal Cavaco Silva     | 297   | 51,65 / 100,00  |
|                         | Manuel Alegre           | 126   | 21,91 / 100,00  |
|                         | Fernando Nobre          | 90    | 16,65 / 100,00  |
|                         | Francisco Lopes         | 44    | 7,65 / 100,00   |
|                         | José Manuel Coelho      | 11    | 1,91 / 100,00   |
|                         | Defensor Moura          | 7     | 1,22 / 100,00   |
| Votos Inválidos         | Votos Inválidos         | 41    | 6,65 / 100,00   |
| Total                   | Total                   | 616   | 100,00 / 100,00 |
| Eleitorado/Participação | Eleitorado/Participação | 1 400 | 44,00 / 100,00  |

### São Domingos de Benfica
| Candidato               | Candidato               | Votos  | %               |
| ----------------------- | ----------------------- | ------ | --------------- |
|                         | Aníbal Cavaco Silva     | 8 087  | 54,22 / 100,00  |
|                         | Manuel Alegre           | 2 919  | 19,57 / 100,00  |
|                         | Fernando Nobre          | 2 333  | 15,64 / 100,00  |
|                         | Francisco Lopes         | 830    | 5,57 / 100,00   |
|                         | José Manuel Coelho      | 485    | 3,25 / 100,00   |
|                         | Defensor Moura          | 260    | 1,74 / 100,00   |
| Votos Inválidos         | Votos Inválidos         | 1 107  | 6,91 / 100,00   |
| Total                   | Total                   | 16 021 | 100,00 / 100,00 |
| Eleitorado/Participação | Eleitorado/Participação | 30 246 | 52,97 / 100,00  |

### São Francisco Xavier
| Candidato               | Candidato               | Votos | %               |
| ----------------------- | ----------------------- | ----- | --------------- |
|                         | Aníbal Cavaco Silva     | 2 428 | 60,91 / 100,00  |
|                         | Manuel Alegre           | 655   | 16,43 / 100,00  |
|                         | Fernando Nobre          | 598   | 15,00 / 100,00  |
|                         | Francisco Lopes         | 153   | 3,84 / 100,00   |
|                         | José Manuel Coelho      | 88    | 2,21 / 100,00   |
|                         | Defensor Moura          | 64    | 1,61 / 100,00   |
| Votos Inválidos         | Votos Inválidos         | 314   | 7,31 / 100,00   |
| Total                   | Total                   | 4 300 | 100,00 / 100,00 |
| Eleitorado/Participação | Eleitorado/Participação | 6 921 | 62,13 / 100,00  |

### São João
| Candidato               | Candidato               | Votos  | %               |
| ----------------------- | ----------------------- | ------ | --------------- |
|                         | Aníbal Cavaco Silva     | 2 974  | 47,08 / 100,00  |
|                         | Manuel Alegre           | 1 351  | 24,53 / 100,00  |
|                         | Fernando Nobre          | 976    | 15,44 / 100,00  |
|                         | Francisco Lopes         | 532    | 8,42 / 100,00   |
|                         | José Manuel Coelho      | 175    | 2,77 / 100,00   |
|                         | Defensor Moura          | 114    | 1,80 / 100,00   |
| Votos Inválidos         | Votos Inválidos         | 421    | 6,24 / 100,00   |
| Total                   | Total                   | 6 743  | 100,00 / 100,00 |
| Eleitorado/Participação | Eleitorado/Participação | 14 785 | 45,61 / 100,00  |

### São João de Brito
| Candidato               | Candidato               | Votos  | %               |
| ----------------------- | ----------------------- | ------ | --------------- |
|                         | Aníbal Cavaco Silva     | 3 676  | 59,32 / 100,00  |
|                         | Manuel Alegre           | 1 043  | 16,83 / 100,00  |
|                         | Fernando Nobre          | 930    | 15,01 / 100,00  |
|                         | Francisco Lopes         | 289    | 4,66 / 100,00   |
|                         | José Manuel Coelho      | 156    | 2,52 / 100,00   |
|                         | Defensor Moura          | 103    | 1,66 / 100,00   |
| Votos Inválidos         | Votos Inválidos         | 419    | 6,33 / 100,00   |
| Total                   | Total                   | 6 616  | 100,00 / 100,00 |
| Eleitorado/Participação | Eleitorado/Participação | 11 955 | 55,34 / 100,00  |

### São João de Deus
| Candidato               | Candidato               | Votos  | %               |
| ----------------------- | ----------------------- | ------ | --------------- |
|                         | Aníbal Cavaco Silva     | 3 316  | 59,30 / 100,00  |
|                         | Manuel Alegre           | 917    | 16,40 / 100,00  |
|                         | Fernando Nobre          | 879    | 15,72 / 100,00  |
|                         | Francisco Lopes         | 227    | 4,06 / 100,00   |
|                         | José Manuel Coelho      | 154    | 2,75 / 100,00   |
|                         | Defensor Moura          | 99     | 1,77 / 100,00   |
| Votos Inválidos         | Votos Inválidos         | 453    | 7,49 / 100,00   |
| Total                   | Total                   | 6 045  | 100,00 / 100,00 |
| Eleitorado/Participação | Eleitorado/Participação | 10 906 | 55,43 / 100,00  |

### São Jorge de Arroios
| Candidato               | Candidato               | Votos  | %               |
| ----------------------- | ----------------------- | ------ | --------------- |
|                         | Aníbal Cavaco Silva     | 4 123  | 53,12 / 100,00  |
|                         | Manuel Alegre           | 1 558  | 20,07 / 100,00  |
|                         | Fernando Nobre          | 1 207  | 15,55 / 100,00  |
|                         | Francisco Lopes         | 505    | 6,51 / 100,00   |
|                         | José Manuel Coelho      | 224    | 2,89 / 100,00   |
|                         | Defensor Moura          | 145    | 1,87 / 100,00   |
| Votos Inválidos         | Votos Inválidos         | 558    | 6,71 / 100,00   |
| Total                   | Total                   | 8 320  | 100,00 / 100,00 |
| Eleitorado/Participação | Eleitorado/Participação | 17 756 | 46,86 / 100,00  |

### São José
| Candidato               | Candidato               | Votos | %               |
| ----------------------- | ----------------------- | ----- | --------------- |
|                         | Aníbal Cavaco Silva     | 599   | 46,11 / 100,00  |
|                         | Manuel Alegre           | 302   | 23,25 / 100,00  |
|                         | Fernando Nobre          | 222   | 17,09 / 100,00  |
|                         | Francisco Lopes         | 112   | 8,62 / 100,00   |
|                         | José Manuel Coelho      | 39    | 3,00 / 100,00   |
|                         | Defensor Moura          | 25    | 1,92 / 100,00   |
| Votos Inválidos         | Votos Inválidos         | 94    | 6,75 / 100,00   |
| Total                   | Total                   | 1 393 | 100,00 / 100,00 |
| Eleitorado/Participação | Eleitorado/Participação | 3 110 | 44,79 / 100,00  |

### São Mamede
| Candidato               | Candidato               | Votos | %               |
| ----------------------- | ----------------------- | ----- | --------------- |
|                         | Aníbal Cavaco Silva     | 1 503 | 57,96 / 100,00  |
|                         | Manuel Alegre           | 514   | 19,82 / 100,00  |
|                         | Fernando Nobre          | 318   | 12,26 / 100,00  |
|                         | Francisco Lopes         | 134   | 5,17 / 100,00   |
|                         | José Manuel Coelho      | 76    | 2,93 / 100,00   |
|                         | Defensor Moura          | 48    | 1,85 / 100,00   |
| Votos Inválidos         | Votos Inválidos         | 217   | 7,72 / 100,00   |
| Total                   | Total                   | 2 810 | 100,00 / 100,00 |
| Eleitorado/Participação | Eleitorado/Participação | 5 338 | 52,64 / 100,00  |

### São Miguel
| Candidato               | Candidato               | Votos | %               |
| ----------------------- | ----------------------- | ----- | --------------- |
|                         | Aníbal Cavaco Silva     | 249   | 39,03 / 100,00  |
|                         | Manuel Alegre           | 191   | 29,94 / 100,00  |
|                         | Francisco Lopes         | 100   | 15,67 / 100,00  |
|                         | Fernando Nobre          | 69    | 10,82 / 100,00  |
|                         | José Manuel Coelho      | 19    | 2,98 / 100,00   |
|                         | Defensor Moura          | 10    | 1,57 / 100,00   |
| Votos Inválidos         | Votos Inválidos         | 42    | 6,17 / 100,00   |
| Total                   | Total                   | 680   | 100,00 / 100,00 |
| Eleitorado/Participação | Eleitorado/Participação | 1 557 | 43,67 / 100,00  |

### São Nicolau
| Candidato               | Candidato               | Votos | %               |
| ----------------------- | ----------------------- | ----- | --------------- |
|                         | Aníbal Cavaco Silva     | 231   | 46,57 / 100,00  |
|                         | Manuel Alegre           | 105   | 21,17 / 100,00  |
|                         | Fernando Nobre          | 95    | 19,15 / 100,00  |
|                         | Francisco Lopes         | 32    | 6,45 / 100,00   |
|                         | José Manuel Coelho      | 22    | 4,44 / 100,00   |
|                         | Defensor Moura          | 11    | 2,22 / 100,00   |
| Votos Inválidos         | Votos Inválidos         | 39    | 7,29 / 100,00   |
| Total                   | Total                   | 535   | 100,00 / 100,00 |
| Eleitorado/Participação | Eleitorado/Participação | 1 113 | 48,07 / 100,00  |

### São Paulo
| Candidato               | Candidato               | Votos | %               |
| ----------------------- | ----------------------- | ----- | --------------- |
|                         | Aníbal Cavaco Silva     | 496   | 42,94 / 100,00  |
|                         | Manuel Alegre           | 336   | 29,09 / 100,00  |
|                         | Fernando Nobre          | 157   | 13,59 / 100,00  |
|                         | Francisco Lopes         | 110   | 9,52 / 100,00   |
|                         | José Manuel Coelho      | 34    | 2,94 / 100,00   |
|                         | Defensor Moura          | 22    | 1,90 / 100,00   |
| Votos Inválidos         | Votos Inválidos         | 77    | 6,25 / 100,00   |
| Total                   | Total                   | 1 232 | 100,00 / 100,00 |
| Eleitorado/Participação | Eleitorado/Participação | 2 862 | 43,05 / 100,00  |

### São Sebastião da Pedreira
| Candidato               | Candidato               | Votos | %               |
| ----------------------- | ----------------------- | ----- | --------------- |
|                         | Aníbal Cavaco Silva     | 2 055 | 60,21 / 100,00  |
|                         | Manuel Alegre           | 578   | 16,94 / 100,00  |
|                         | Fernando Nobre          | 508   | 14,88 / 100,00  |
|                         | Francisco Lopes         | 122   | 3,57 / 100,00   |
|                         | José Manuel Coelho      | 92    | 2,70 / 100,00   |
|                         | Defensor Moura          | 58    | 1,70 / 100,00   |
| Votos Inválidos         | Votos Inválidos         | 283   | 7,66 / 100,00   |
| Total                   | Total                   | 3 696 | 100,00 / 100,00 |
| Eleitorado/Participação | Eleitorado/Participação | 6 839 | 54,04 / 100,00  |

### São Vicente de Fora
| Candidato               | Candidato               | Votos | %               |
| ----------------------- | ----------------------- | ----- | --------------- |
|                         | Aníbal Cavaco Silva     | 628   | 44,63 / 100,00  |
|                         | Manuel Alegre           | 355   | 25,23 / 100,00  |
|                         | Fernando Nobre          | 185   | 13,15 / 100,00  |
|                         | Francisco Lopes         | 179   | 12,72 / 100,00  |
|                         | José Manuel Coelho      | 43    | 3,06 / 100,00   |
|                         | Defensor Moura          | 17    | 1,21 / 100,00   |
| Votos Inválidos         | Votos Inválidos         | 94    | 6,26 / 100,00   |
| Total                   | Total                   | 1 501 | 100,00 / 100,00 |
| Eleitorado/Participação | Eleitorado/Participação | 3 436 | 43,68 / 100,00  |

### Sé
| Candidato               | Candidato               | Votos | %               |
| ----------------------- | ----------------------- | ----- | --------------- |
|                         | Aníbal Cavaco Silva     | 221   | 45,66 / 100,00  |
|                         | Manuel Alegre           | 102   | 21,07 / 100,00  |
|                         | Fernando Nobre          | 76    | 15,70 / 100,00  |
|                         | Francisco Lopes         | 49    | 10,12 / 100,00  |
|                         | José Manuel Coelho      | 25    | 5,17 / 100,00   |
|                         | Defensor Moura          | 11    | 2,27 / 100,00   |
| Votos Inválidos         | Votos Inválidos         | 37    | 7,10 / 100,00   |
| Total                   | Total                   | 521   | 100,00 / 100,00 |
| Eleitorado/Participação | Eleitorado/Participação | 1 073 | 48,56 / 100,00  |

### Socorro
| Candidato               | Candidato               | Votos | %               |
| ----------------------- | ----------------------- | ----- | --------------- |
|                         | Aníbal Cavaco Silva     | 538   | 48,34 / 100,00  |
|                         | Manuel Alegre           | 277   | 24,89 / 100,00  |
|                         | Fernando Nobre          | 145   | 13,03 / 100,00  |
|                         | Francisco Lopes         | 108   | 9,70 / 100,00   |
|                         | José Manuel Coelho      | 28    | 2,52 / 100,00   |
|                         | Defensor Moura          | 17    | 1,53 / 100,00   |
| Votos Inválidos         | Votos Inválidos         | 70    | 5,91 / 100,00   |
| Total                   | Total                   | 1 183 | 100,00 / 100,00 |
| Eleitorado/Participação | Eleitorado/Participação | 2 939 | 40,25 / 100,00  |